# Johann Heinrich von Bernstorff
Gróf Johann Heinrich von Bernstorff  (London, 1862. november 14. – Genf, 1939. október 6.) német diplomata. Szolgált Londonban, Kairóban és 1908-tól 1917-ig a Német Birodalom nagyköveteként Washingtonban.

## Élete
Johann Heinrich von Bernstorff 1862. november 14-én született Albrecht von Bernstorff porosz diplomata gyermekeként Londonban. 1899-ben lépett be a diplomáciai szolgálatba. Követségi titkárként szolgált Belgrádban, Drezdában, Szentpétervárott és Münchenben. 1902-től 1906-ig a londoni német nagykövetség tanácsosa volt. Ezt követően kinevezték kairói német főkonzulnak, majd 1908-ban washingtoni német nagykövetnek. Az Egyesült Államokban az 1917 áprilisában bekövetkező amerikai hadba lépésig szolgált.
Az első világháború alatt nagy erőfeszítéseket tett a Woodrow Wilson elnök irányában való közvetítéseket illetően, azonban ehhez nem kapott kellő támogatást Berlinből. Az Egyesült Államok hadba lépését követően előbb hazatért, majd Konstantinápolyba küldték nagyköveti minőségben. Ezt a pozíciót 1918-ig töltötte be.
Számos publikációban és a visszaemlékezéseiben is megjelentette azon meggyőződését, hogy megfelelő politikai irányvonal követése esetén az amerikai hadba lépés elkerülhető lett volna. Ezen nézetei vitákat kavartak saját hazájában. Az 1918–19-es német forradalom kitörésekor Bernstorff kilépett a diplomáciai szolgálatból, de később a Német Demokrata Párt színeiben visszatért a parlamenti politikához és közeli kapcsolatokat ápolt a nemzetközi kapcsolatok terén, a Német Liga elnökeként 1933-ig. Adolf Hitler hatalomra kerülésével száműzetésbe vonult Genfbe.